# Ale szopka!
Ale szopka! (ang. Nativity!) – brytyjska komedia z 2009 roku oparty na scenariuszu i reżyserii Debbie Isitt. Wyprodukowany przez Freestyle Releasing i E1 Entertainment.

## Opis fabuły
Nauczyciel Paul Maddens (Martin Freeman) organizuje jasełka w szkole podstawowej. W trakcie przygotowań pedagog dowiaduje się, że na widowni ma znaleźć się Jennifer (Ashley Jensen), z którą przed laty był związany. Mężczyzna robi wszystko, by zaimponować swojej dawnej ukochanej.

## Obsada
- Martin Freeman jako Paul Maddens
- Jason Watkins jako Gordon Shakespeare
- Ashley Jensen jako Jennifer Lore
- Marc Wootton jako Desmond Poppy
- Alan Carr jako Patrick Burns
- Ricky Tomlinson jako burmistrz
- Pam Ferris jako pani Bevan
- Clarke Peters jako pan Parker

i inni